# Nemeritis colossea
Nemeritis colossea är en stekelart som beskrevs av Horstmann 1993. Nemeritis colossea ingår i släktet Nemeritis och familjen brokparasitsteklar. Inga underarter finns listade i Catalogue of Life.